# باستن كيرتس
باستن كيرتس (مواليد 27 أكتوبر 1997) هو سبّاح بلجيكي، مثّل بلاده في الألعاب الأولمبية الصيفية 2016.

## روابط خارجية
باستن كيرتس على موقع الاتحاد الدولي للسباحة (الإنجليزية)
- باستن كيرتس على موقع SwimRankings.net (الإنجليزية)
- باستن كيرتس على موقع اللجنة الأولمبية الدولية (الإنجليزية)
- باستن كيرتس على موقع أوليمبيديا (الإنجليزية)
- باستن كيرتس على موقع اللجنة الأولمبية البلجيكية (الهولندية)